# Persone di cognome Mann
| Questa pagina contiene informazioni ricavate automaticamente dalle voci biografiche con l'ausilio del template Bio e di un bot. L'aggiornamento è periodico e automatico e ricostruisce completamente la pagina. Se manca una persona in questa lista, sei pregato di non aggiungerla, ma accertati piuttosto che la sua voce biografica contenga il template Bio e che i dati anagrafici siano correttamente compilati. Se il template Bio manca, inseriscilo tu stesso o, in alternativa, metti l'avviso {{tmp\|Bio}} che ne segnala la mancanza. Se i dati riportati sono sbagliati, correggi direttamente la voce biografica; le modifiche saranno visibili in questa lista entro pochi giorni. Per chiarimenti vedi il progetto antroponimi. La lista contiene solo le 65 persone che sono citate nell'enciclopedia e per le quali è stato implementato correttamente il template Bio. Pagina aggiornata al 7 giu 2025. |

Questa è una lista di persone presenti nell'enciclopedia che hanno il cognome Mann, suddivise per attività principale.

## Allenatori di calcio(1)
- Arthur Mann, allenatore di calcio e calciatore scozzese (Burntisland, n. 1948 - Birmingham, † 1999)

## Ambasciatori(1)
- Horace Mann, ambasciatore britannico (Londra, n. 1706 - Firenze, † 1786)

## Astronaute(1)
- Nicole Mann, astronauta statunitense (Petaluma, n. 1977)

## Attori(5)
- Byron Mann, attore cinese (Hong Kong, n. 1967)
- Dieter Mann, attore tedesco (Berlino, n. 1941 - Berlino, † 2022)
- Gabriel Mann, attore statunitense (New Haven, n. 1972)
- Paul Mann, attore canadese (Toronto, n. 1913 - Bronxville, † 1985)
- Wesley Mann, attore statunitense (Vallejo, n. 1963)

## Attrici(1)
- Leslie Mann, attrice statunitense (San Francisco, n. 1972)

## Attrici pornografiche(1)
- Pamela Mann, ex attrice pornografica statunitense (n. 1957)

## Bobbisti(1)
- Alex Mann, bobbista tedesco (Monaco di Baviera, n. 1980)

## Cantanti(2)
- Tamela Mann, cantante e attrice statunitense (Contea di Limestone, n. 1961)
- Terrence Mann, cantante, attore e ballerino statunitense (Ashland, n. 1951)

## Cestiste(1)
- Kristen Mann, cestista statunitense (Lakewood, n. 1983)

## Cestisti(3)
- J.J. Mann, cestista statunitense (East Point, n. 1991)
- Tre Mann, cestista statunitense (Gainesville, n. 2001)
- Terance Mann, cestista statunitense (Brooklyn, n. 1996)

## Chimici(1)
- Frederick George Mann, chimico britannico (West Norwood, n. 1897 - Cambridge, † 1982)

## Chitarriste(1)
- Aimee Mann, chitarrista, bassista e cantautrice statunitense (Richmond, n. 1960)

## Chitarristi(2)
- Steve Mann, chitarrista, tastierista e cantante inglese (Londra, n. 1955)
- Steve Mann, chitarrista statunitense (San Pablo, n. 1943 - Berkeley, † 2009)

## Climatologi(1)
- Michael E. Mann, climatologo e geofisico statunitense (Amherst, n. 1965)

## Compositori(2)
- Barry Mann, compositore, musicista e paroliere statunitense (New York, n. 1939)
- Robert W. Mann, compositore e docente statunitense (Sandwich, n. 1925 - Roma, † 2010)

## Doppiatori(1)
- Danny Mann, doppiatore, animatore e sceneggiatore statunitense (Tennessee, n. 1951)

## Educatori(1)
- Horace Mann, educatore e politico statunitense (Franklin, n. 1796 - Yellow Springs, † 1859)

## Entomologi(1)
- William M. Mann, entomologo statunitense (n. 1886 - † 1960)

## Fotografe(2)
- Jessie Mann, fotografa scozzese (Perth, n. 1805 - Edimburgo, † 1867)
- Sally Mann, fotografa statunitense (Lexington, n. 1951)

## Giocatori di football americano(2)
- Braden Mann, giocatore di football americano statunitense (n. 1997)
- Charles Mann, ex giocatore di football americano statunitense (Sacramento, n. 1961)

## Giocatori di snooker(2)
- Alec Mann, giocatore di snooker inglese (Birmingham, n. 1902)
- Mitchell Mann, giocatore di snooker inglese (Birmingham, n. 1991)

## Giornalisti(1)
- Charles C. Mann, giornalista e saggista statunitense (n. 1955)

## Ingegneri(1)
- Harris Mann, ingegnere, progettista e designer britannico (Londra, n. 1938 - † 2023)

## Matematici(1)
- Henry Mann, matematico statunitense (Vienna, n. 1905 - Tucson, † 2000)

## Mercenari(1)
- Simon Mann, mercenario e militare britannico (Aldershot, n. 1952 - † 2025)

## Musicologi(1)
- Alfred Mann, musicologo tedesco (Amburgo, n. 1917 - Fort Wayne, † 2006)

## Nuotatori(1)
- Thompson Mann, nuotatore statunitense (Norfolk, n. 1942 - † 2019)

## Nuotatrici(1)
- Shelley Mann, nuotatrice statunitense (New York, n. 1937 - Alexandria, † 2005)

## Ostacolisti(1)
- Ralph Mann, ostacolista statunitense (Long Beach, n. 1949 - Long Beach, † 2025)

## Ottici(1)
- James Mann, ottico inglese (n. 1706 - † 1756)

## Pallavoliste(1)
- Chloe Mann, pallavolista statunitense (n. 1990)

## Percussionisti(1)
- Ed Mann, percussionista, tastierista e compositore statunitense (Great Barrington, n. 1955 - Great Barrington, † 2024)

## Politici(2)
- Tracey Mann, politico statunitense (Quinter, n. 1976)
- William Hodges Mann, politico statunitense (n. 1843 - † 1927)

## Pugili(1)
- Nathan Mann, pugile statunitense (New Haven, n. 1915 - Hamden, † 1999)

## Rapper(1)
- Brotha Lynch Hung, rapper e produttore discografico statunitense (Sacramento, n. 1969)

## Registe(1)
- Ami Canaan Mann, regista e sceneggiatrice statunitense (Londra, n. 1969)

## Registi(5)
- Delbert Mann, regista statunitense (Lawrence, n. 1920 - Los Angeles, † 2007)
- Farhad Mann, regista statunitense
- Kelsey Mann, regista, sceneggiatore e animatore statunitense (n. 1974)
- Michael Mann, regista, sceneggiatore e produttore cinematografico statunitense (Chicago, n. 1943)
- Scott Mann, regista britannico (Newton Aycliffe, n. 1979)

## Rugbisti a 15(1)
- Allan Mann, rugbista a 15 scozzese († 2014)

## Saggiste(1)
- Erika Mann, saggista, scrittrice e antifascista tedesca (Monaco di Baviera, n. 1905 - Zurigo, † 1969)

## Scrittori(4)
- Golo Mann, scrittore, storico e saggista tedesco (Monaco di Baviera, n. 1909 - Leverkusen, † 1994)
- Heinrich Mann, scrittore tedesco (Lubecca, n. 1871 - Santa Monica, † 1950)
- Klaus Mann, scrittore tedesco (Monaco di Baviera, n. 1906 - Cannes, † 1949)
- Thomas Mann, scrittore e saggista tedesco (Lubecca, n. 1875 - Zurigo, † 1955)

## Scrittrici(2)
- Elisabeth Mann Borgese, scrittrice tedesca (Monaco di Baviera, n. 1918 - Sankt Moritz, † 2002)
- Monika Mann, scrittrice tedesca (Monaco di Baviera, n. 1910 - Leverkusen, † 1992)

## Storici(1)
- Nicholas Mann, storico inglese (Salisbury, n. 1942)

## Tastieristi(1)
- Manfred Mann, tastierista e musicista sudafricano (Johannesburg, n. 1940)

## Wrestler(1)
- Ricochet, wrestler statunitense (Paducah, n. 1988)